# Callopora craticula
Callopora craticula is een mosdiertjessoort uit de familie van de Calloporidae. De wetenschappelijke naam van de soort is, als Membranipora craticula, voor het eerst geldig gepubliceerd in 1856 door Alder.